# Heinrich Stümcke

Heinrich Stümcke

Heinrich Karl Alwin Stümcke (* 7. Mai 1871 in Jekaterinburg, Russisches Kaiserreich; † 19. Januar 1923 in Berlin, Deutsches Reich) war ein deutscher Schriftsteller, Theaterkritiker und Übersetzer.

## Leben

Exlibris Heinrich Stümcke

Sein Vater Heinrich Stümcke war deutscher Oberbergamtsdirektor in Jekaterinburg in Russland. Die Familie kam früh nach Deutschland. Dort besuchte Heinrich Stümcke das Gymnasium in Bremen. Danach studierte er Philosophie, Nationalökonomie und Germanistik in München, Leipzig, Berlin und Genf. 1894 wurde er zum Dr. phil. promoviert.
Nach Reisen durch verschiedene europäische Länder ließ Stümcke sich in Berlin nieder. Dort wurde er Herausgeber der Zeitschriften Neue literarische Blätter und West-östliche Rundschau. Im Oktober 1898 gründete er die Theaterzeitschrift Bühne und Welt, die er bis 1913 als Chefredakteur leitete. 1902 wurde auf seine Initiative hin die Gesellschaft für Theatergeschichte gegründet, in der er als Schriftführer wirkte.
Sein Nachlass befindet sich in der Theaterwissenschaftlichen Sammlung des Instituts für Medienkultur und Theater der Universität zu Köln.

## Werke (Auswahl)

### Autor
- Praeludien. Gedichte. Albert, München 1893.
- Litterarische Sünden und Herzenssachen. Rentzel, Berlin 1894.
- Zwischen den Garben. Essays. Friesenhahn, Leipzig 1899.
- Die vierte Wand. Theatralische Eindrücke und Studien. Wigand, Leipzig 1904.
- Die Frau als Schauspielerin. Rothbarth, Leipzig 1905. (Digitalisat)
- Corona Schröter. Velhagen & Klasing, Bielefeld 1904. (Digitalisat)
- Hohenzollernfürsten im Drama. Ein Beitrag zur vergleichenden Litteratur- und Theatergeschichte. Wigand, Leipzig 1903. (Digitalisat)
- Berliner Theater. Verlag für Literatur, Kunst und Musik, Leipzig 1907. (Digitalisat)
- Modernes Theater, Eindrücke und Studien. Verlag Deutsche Bücherei, Berlin 1907.
- Iffland und das Berliner Königliche Nationaltheater. Zur 150. Wiederkehr von August Wilhelm Ifflands Geburtstag. Gedenkrede. Wigand, Leipzig 1909.
- Die deutsche Theaterausstellung Berlin 1910. Selbstverlag der Gesellschaft für Theatergeschichte, Berlin 1911.
- Henriette Sontag. Ein Lebens- und Zeitbild. Selbstverlag der Gesellschaft für Theatergeschichte, Berlin 1913.
- Theater und Krieg. Schulze, Oldenburg und Leipzig 1915. (Digitalisat)
- Vor der Rampe. Neue dramaturgische Blätter. Schulze, Oldenburg und Leipzig 1915.
- Beiträge zur Literatur- und Theatergeschichte. Behr, Berlin-Steglitz 1918.

### Herausgeber
- Die Fortsetzungen, Nachahmungen und Travestien von Lessings "Nathan der Weise". Selbstverlag der Gesellschaft für Theatergeschichte, Berlin 1904. (Digitalisat)
- Johann Friedrich Löwen: Geschichte des deutschen Theaters (1766) und Flugschriften über das Hamburger Nationaltheater (1766 und 1767). Mit Einleitung und Erläuterungen. Frensdorff, Berlin 1905.
- Briefe von Sophie Schröder. Selbstverlag der Gesellschaft für Theatergeschichte, Berlin 1910.
- Sophie Schröders Briefe an ihren Sohn Alexander Schröder. Selbstverlag der Gesellschaft für Theatergeschichte, Berlin 1916.
- Beiträge zur Literatur- und Theatergeschichte. Ludwig Geiger zum 70. Geburtstage., 5. Juni 1918, als Festgabe dargebracht. Behr, Berlin 1918.
- Gebhard Leberecht von Blücher: Briefe. Ausgewählt und erläutert von Heinrich Stümcke. Reclam, Leipzig 1926.

### Aufsätze
Heinrich Stümcke gab die Zeitschriften Neue litterarische Blätter, West-östliche Rundschau und Bühne und Welt heraus. Darin verfasste er zahlreiche Aufsätze und Artikel.
- Michael Georg Conrad. Eine litterarische Skizze. In: Neue litterarische Blätter. Kühtmann, Bremen 1893, Nr. 10/11.
- Wilhelm Jordan zum 8. Februar 1899. In: Bühne und Welt 1 (1898/99), S. 401–406.
- Zehn Jahre Bühne und Welt. In: Bühne und Welt 10 (1907/08), S. 1015–1018
- Bernhard Baumeister zu seinem 60jährigen Burgtheater-Jubiläum. In: Bühne und Welt 14 (1911/12), S. 133–137.
- Kanonikus und Tragödin. Mit Briefen von Wilhelm Smets und Sophie Schröder. In: Deutsche Rundschau, Januar 1919, S. 105–114.

### Übersetzungen
Heinrich Stümcke übersetzte einige Theaterstücke russischer Autoren.
- Die Frau Majorin. Drama in 4 Aufzügen. Nach dem Russischen des Ippolit V. Spazinskij für die deutsche Bühne bearbeitet. Kentzel, Berlin 1894.
- Die Kaiserin des Balkans (Balkanska Carica). Dramatische Dichtung in drei Akten von Nikolaus !, Fürst von Montenegro. Mit einer literarhistorischen Einleitung. Ebering, Berlin 1896.
- Ivan Sergeevič Turgenev: Ein Frühstück beim Adelsmarschall. Lustspiel in einem Aufzuge. Deubner, Berlin 1897.
- Musikalische Erinnerungen und Feuilletons von Peter Tschaikowsky. In deutscher Uebersetzung herausgegeben, von Heinrich Stümcke. Harmonie, Berlin 1899.
- Lev Nikolaevič Tolstoj: Die Macht der Finsternis. Drama in fünf Aufzügen. Reclam, Leipzig 1901.
- Lev Nikolaevič Tolstoj: Und das Licht leuchtet in der Finsternis. Drama in vier Aufzügen. Müller, München 1919.
- Anton Tschechow: Die Möwe. Schauspiel in 4 Aufzügen. Für d. deutsche Bühne bearbeitet von Heinrich Stümcke. Reclam, Leipzig 1927.